# Lycosa elysae
Lycosa elysae este o specie de păianjeni din genul Lycosa, familia Lycosidae, descrisă de Tongiorgi, 1977. Conform Catalogue of Life specia Lycosa elysae nu are subspecii cunoscute.